# アイス・ロイズ

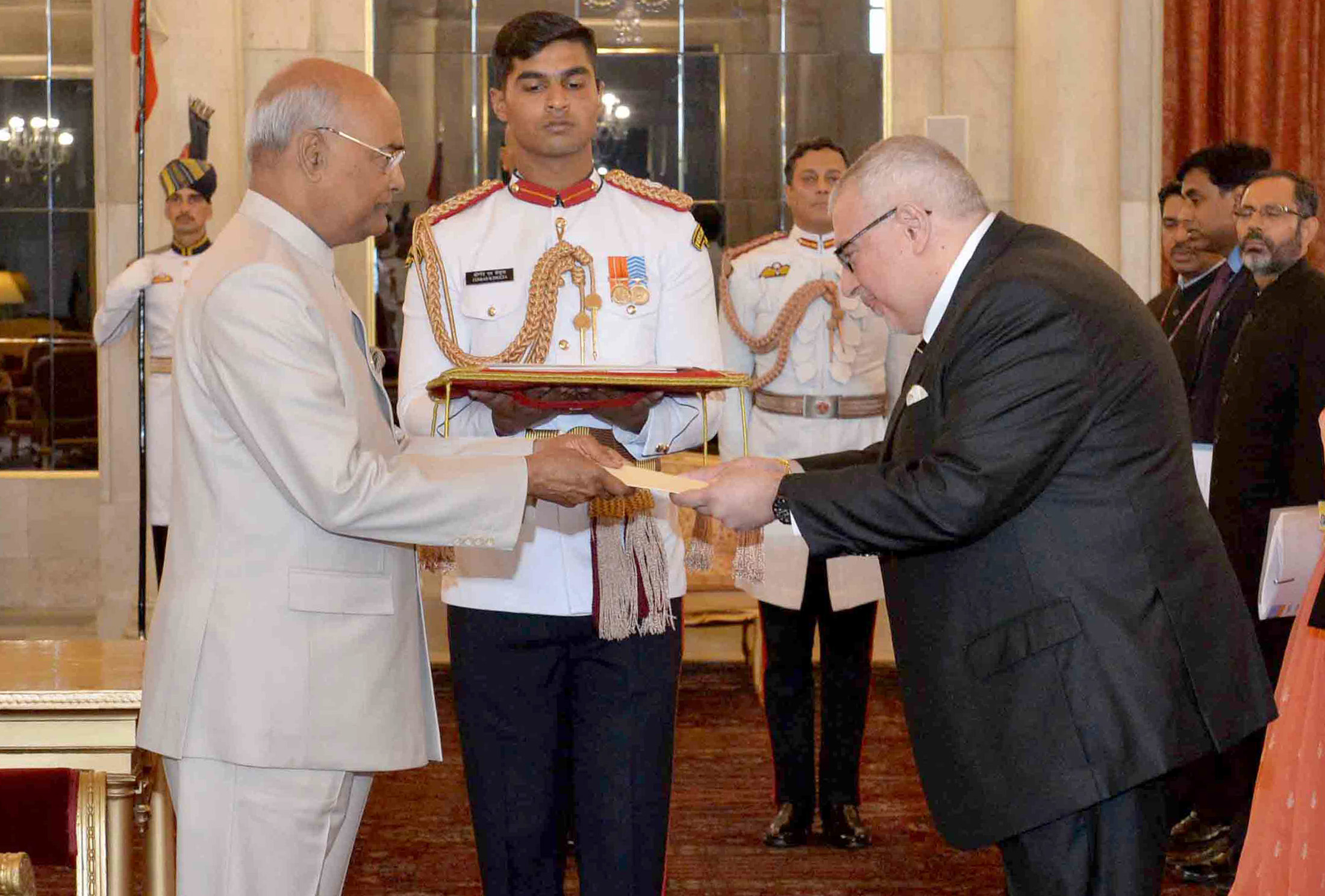
在インド高等弁務官としてラーム・ナート・コーヴィンド大統領（左）に信任状を捧呈するアイス・ロイズ（2018年5月）

アイス・ロイズ（ギリシア語: Άγις Λοΐζου、英語: Agis Loizou アギス・ロイズ、簡体字中国語: 罗伊祖）は、キプロスの外交官、大使、高等弁務官。

## 外交経歴
1990年、外務省に入省。1990年から1991年にかけて欧州局で本省勤務。
1991年から1993年にかけて在オーストラリア高等弁務官事務所二等書記官、領事。1993年7月から8月にかけて高等弁務官代理。1993年から1996年にかけて在チェコ大使館一等書記官、領事。
1996年から1997年にかけて二国間関係局次長として本省勤務。
1997年から2000年にかけて国際連合キプロス政府代表部参事官、副館長。
2000年8月から2002年7月にかけて儀典次長として本省勤務。
2002年8月から2006年6月にかけて在スペイン大使館公使参事官。
2006年6月から2009年5月にかけて儀典次長として本省勤務。2009年6月から2010年1月にかけて在外キプロス人部で本省勤務。
2010年1月から2013年7月にかけて在ケニア高等弁務官（大使に相当）兼アフリカ諸国6ヶ国担当の非常駐高等弁務官。
2014年5月から2018年5月にかけて在中華人民共和国大使兼非常駐の駐日大使（信任状捧呈は2016年7月21日）、駐朝大使、在モンゴル大使等。
2018年5月31日より、在インド高等弁務官を務めている。